# Radiicephalus elongatus
Famille
Genre
Espèce
Radiicephalus elongatus est une espèce de poissons abyssaux, la seule du genre Radiicephalus lui-même unique représentant de la famille des Radiicephalidae dans l'ordre des Lampridiformes.

## Description
Cette espèce mesure entre 70 et 80 cm de long.